# TOPdesk
TOPdesk is een ontwikkelaar en leverancier van de service management-software uit Delft. Het softwareproduct werd in 1993 ontwikkeld binnen OGD, het gelijknamige bedrijf werd als zelfstandige entiteit opgericht in 1997.
Het bedrijf telt ruim 900 medewerkers en heeft vestigingen in meer dan tien landen. TOPdesk richt zich voornamelijk op organisaties in het midden-en grootbedrijf en non-profitorganisaties in de sectoren zorg, hoger onderwijs en (rijks)overheid. Het bedrijf is van origine een ITSM-oplossing, maar helpt zijn klanten ook met shared services en Enterprise Service Management.

## Geschiedenis
Wolter Smit en Frank Droogsma, toen nog medewerkers van OGD, ontwikkelden in 1993 op een zolderkamer in Delft de applicatie TOPdesk. In 1997 ging TOPdesk als onafhankelijk bedrijf verder, met Smit en Droogsma als directeuren.
In 2004 opent het bedrijf zijn eerste buitenlandse vestiging in Kaiserslautern, Duitsland. Daarna volgen vestigingen in Londen, Verenigd Koninkrijk (2005), Antwerpen, België (2007), Boedapest, Hongarije (2009), São Paulo, Brazilië (2013), Orlando, Verenigde Staten (2015), Richmond Hill, Canada (2015), Manchester, Verenigd Koninkrijk (2015), Oslo, Noorwegen (2017). Charleroi, België (2018) en Melbourne, Australië (2019). In 2012 wordt in Denemarken het bedrijf Aventor overgenomen. Dit is de eerste keer dat TOPdesk een bestaand bedrijf en concurrent overnam.

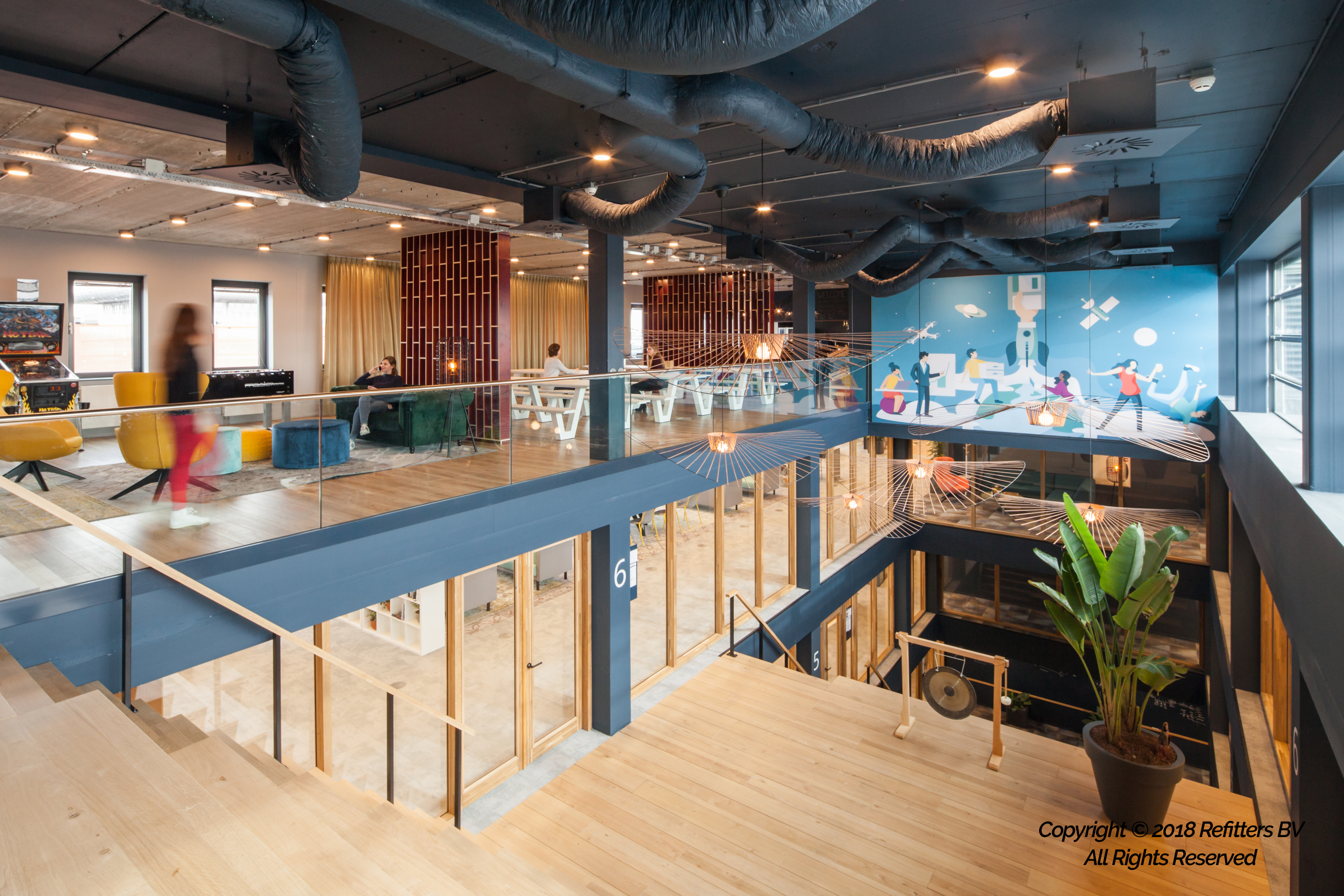
TOPdesk-kantoor in Delft

In 2017 opende TOPdesk een kantoor in Tilburg dat zich alleen richt op het ontwikkelen van de software. In 2022 werken er zo'n 1000 medewerkers over 15 kantoren in 11 landen. In 2015 heeft TOPdesk de derde prijs gewonnen als beste werkgever van Nederland. Op werkgever-recensiesite Glassdoor is TOPdesk in 2018 de op-een-na best beoordeelde werkgever, en wordt ceo Wolter Smit als op-een-na beste ceo beoordeeld.

## Bedrijfsmodel
TOPdesk is een service management-provider. Het doel van dit bedrijf is andere organisaties met gebruiksvriendelijke software helpen aan een betere dienstverlening. De kernactiviteit draait om het beheer van meldingen, middelen, wijzigingen, workflows en reserveringen in de infrastructuur van organisaties. Het product ondersteunt dienstverlenende afdelingen binnen organisaties, zoals de IT-, HR- en facilitaire afdeling en externe ondersteuning bij Managed Service Providers.
TOPdesk is beschikbaar als SaaS (software as a service) en als on-premises-oplossing. In 2016 is het bedrijf overgegaan van licenties naar een op abonnementen gebaseerd model. In 2015 werd TOPdesk beschikbaar als een virtuele machine via Microsoft Azure Marketplace.

## Software
De eerste versie van TOPdesk werd in 1994 uitgebracht als helpdeskregistratieprogramma. Deze IT service management-applicatie is gebaseerd op de ITIL-standaard voor de helpdesk. Er zijn door de jaren heen meerdere versies verschenen:

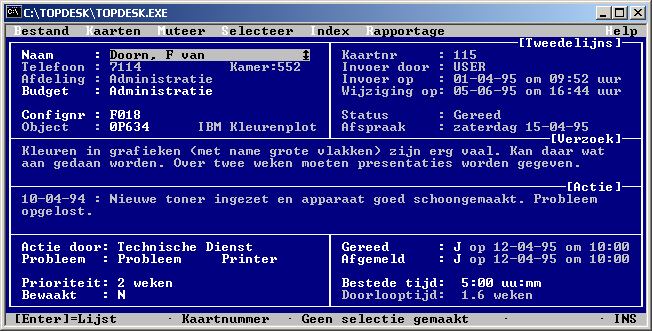
Incidentkaart in TOPdesk 1

- TOPdesk 1 draaide op een MS-DOS-interface en was geschreven in Clipper, een 16-bit programmeertaal. Deze versie had twee modules en geen menu’s.
- TOPdesk 2 volgde in 1995 en had een grafische gebruikersinterface. De software werd geleverd op floppy disks.
- TOPdesk 3 werd geïntroduceerd in 1999 en had een webinterface en een selfservice-functie. Deze versie verscheen op één cd-rom.
- TOPdesk 4 verscheen in 2005, en was geheel in Java geschreven. Het was de eerste webgebaseerde versie. Een lokale installatie was niet langer nodig. Dit maakte de software een stuk gebruiksvriendelijker. De nieuwe versie kon ook aangeboden worden als SaaS-oplossing.
- Vanaf TOPdesk 5 werd er elk halfjaar een update gedaan.[13]
- In 2016 werd een SaaS-versie uitgebracht met continuous deployment.

## Evenementen
TOPdesk heeft door de jaren heen een aantal service management-evenementen georganiseerd. In 2000 organiseerde het bedrijf het eerste TOPdesk Symposium voor klanten. Vanaf 2014 organiseert het bedrijf het iedere twee jaar het evenement SEE (Service Excellence Experience).